# Tachina erogara
Tachina erogara är en tvåvingeart som beskrevs av Walker 1853. Tachina erogara ingår i släktet Tachina och familjen parasitflugor. Inga underarter finns listade i Catalogue of Life.